# Dendrosenecio battiscombei
Dendrosenecio battiscombei (synoniem: Senecio battiscombei) is een reuzenkruiskruidsoort die endemisch is op Mount Kenya. De soort groeit daar op de lagere, vochtige hellingen van de Afroalpiene zone, vooral langs rivieroevers. De plant is vergelijkbaar met D. Kilimanjari op de Kilimanjaro. Dendrosenecio battiscombei heeft lichte, afstaande bladeren die bij het sterven afvallen.